# Salvador García Dacarrete
Salvador García Dacarrete fue un militar y prolífico escritor español. Se desconoce lugar, fecha de nacimiento y vínculos familiares. Alternó siempre sus obligaciones militares con la composición de obras eruditas. 

## Vida castrense
Ingresó en 1867 en la Academia Militar de Toledo donde inició la carrera castrense, y siguió ligado al ejército, como oficial, durante el resto de su vida. Estuvo destinado en Cuba hasta 1898. Tras regresar a la península, estuvo destinado en el Hospital Militar de Cádiz; la Academia Militar de Ávila, y la Capitanía General de Valladolid. Fue oficial primero del Cuerpo de Administración Militar, y profesor de la Academia Militar de Ávila, ciudad con la que tuvo un vínculo especial. Intendente de División de la Octava Región Militar, y aviador perteciente a la 52 promoción del susodicho Cuerpo de Administración Militar como piloto observador. En 1910 recibió la cruz de primera clase del Mérito Militar con distintivo blanco, pensionada.

## Obra
Salvador García, junto a Antonio Blázquez y Delgado-Aguilera y Abelardo Merino Álvarez, son tres referentes de la intelectualidad local de Ávila de origen militar. Su obra fue notable y cubría diversos campos, el militar, geografía, historia o la gramática. Entre las principales obras destacan:
- Diccionario de los verbos irregulares y defectivos españoles, Establecimiento Tipográfico de Sucesores de A. Jiménez, Ávila, 1906.
- Derechos y deberes de los militares enfermos y de sus familias, y tratado práctico del servicio de hospitales militares, Ávila, 1908.
- Nociones del Arte Militar, Tip. y Enc. de Senén Martín, Ávila, 1922.
- Cosas de Ávila. Jirones de su historia., Imp. Castellana, Valladolid, 1928.

También fue autor en 1920, cuando era comandante de Intendencia, del prólogo del libro «Santa Teresa de Jesús, Patrona del Cuerpo de Intendencia Militar» del arcediano de la catedral de Ávila y director de la revista «Tercer Centenario», Emilio Sánchez.
En el campo social, fue tesorero del primer consejo nacional de la asociación escultista Exploradores de España («boy scouts españoles»).
Los registros sobre su actividad personal y literaria desaparecen en la década de 1930, por lo que se desconoce la fecha y el lugar de su muerte.